# Espèces végétales exotiques envahissantes en Nord-Pas-de-Calais
 (janvier 2023).
Si vous disposez d'ouvrages ou d'articles de référence ou si vous connaissez des sites web de qualité traitant du thème abordé ici, merci de compléter l'article en donnant les références utiles à sa vérifiabilité et en les liant à la section « Notes et références ».

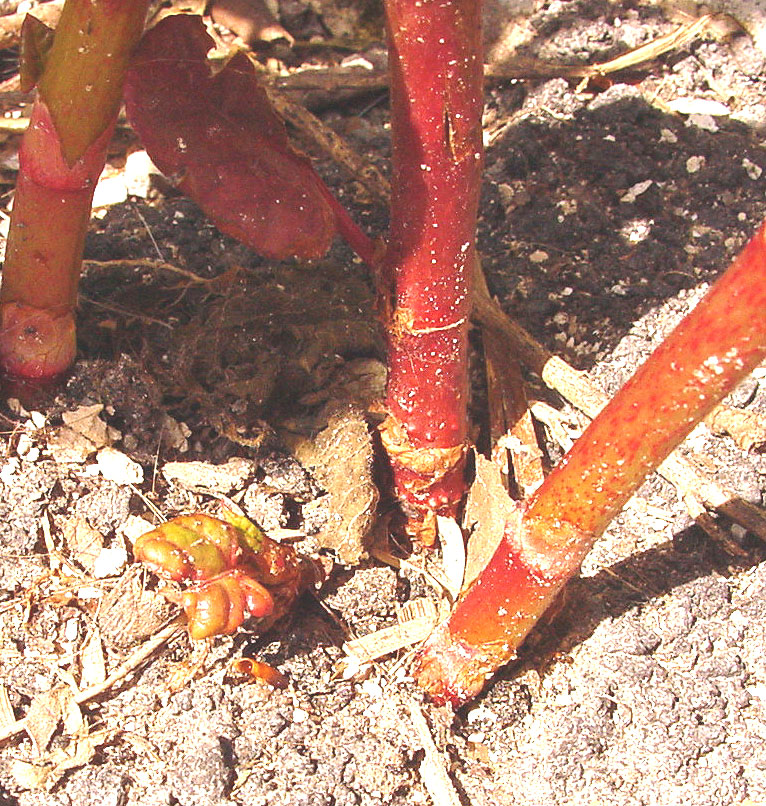
Des pousses de Renouée du Japon transpercent le macadam, dans le département du Nord.

Les espèces exotiques envahissantes ont pour conséquences d’affaiblir les écosystèmes et donc la biodiversité. Les activités humaines sont la principale cause d’apparition de ces plantes. En effet, les échanges commerciaux, de plus en plus nombreux, permettent le déplacement d’espèces étrangères vers des territoires totalement nouveaux. De plus, la demande des consommateurs en plantes spectaculaires a poussé les jardineries à importer des plantes exotiques d’origines géographiques très diverses.
Ces plantes connaissent un développement important en Nord-Pas-de-Calais en modifiant l’écosystème dans lequel elles s’implantent.

## Identification
Une étude a été lancée, en février 2010, par le conservatoire d'espaces naturels du Nord et du Pas-de-Calais pour identifier les espèces ou les groupes d’espèces les plus envahissantes, avec deux grands objectifs :
- acquérir des connaissances sur l’écologie des espèces envahissantes, via des recherches bibliographiques ;
- rechercher des méthodes de lutte mises en place en France et dans le monde.

Dans le même temps, un questionnaire a été envoyé à de nombreux acteurs de la région (conservatoire botanique national de Bailleul (CBNB), parcs naturels régionaux) pour réaliser un état des lieux, notamment un recensement et une localisation de ces espèces.
L’agence de l'eau Artois-Picardie a rédigé un document « Les espèces végétales invasives des milieux aquatiques et humides du bassin Artois-Picardie ».
Le tableau ci-dessous synthétise quelques données de ce rapport.
| Nom vernaculaire             | Nom latin                  | Habitat et distribution                             | Technique de lutte                                                               |
| ---------------------------- | -------------------------- | --------------------------------------------------- | -------------------------------------------------------------------------------- |
| Érable négondo               | Acer negundo               | Présent dans les vallées fluviales                  | Cerclage, coupe intégrale et élimination des rejets, pâturage ovin               |
| Ailante glanduleux           | Ailanthus altissima        | Sur le littoral et réseau ferroviaire               | Arrachage mécanique, cerclage, coupe répétée, arrachage manuel des jeunes plants |
| Cornouiller soyeux           | Cornus sericea             | Zone humide                                         | Arrachage manuel, coupe répétée                                                  |
| Euphorbe fausse-baguette     | Euphorbia x pseudovirgata  | Friche, gare, bord de route                         | Décapage du sol, lutte biologique (larves du capricorne Oberea erythrocephala)   |
| Renouées asiatiques          |                            | Dans de nombreux milieux                            | Fauche, plantation d’arbres, géotextile, terrassement                            |
| Berce du Caucase             | Heracleum mantegazzianum   | Répandue sur les bords de route et les villages     | Arrachage manuel, fauche manuelle, pâturage                                      |
| Hydrocotyle fausse-renoncule | Hydrocotyle ranunculoides  | Rivières                                            | Arrachage manuel, arrachage mécanique                                            |
| Balsamine de l'Himalaya      | Impatiens glandulifera     | Zones humides                                       | Arrachage manuel, fauchage                                                       |
| Lagarosiphon élevé           | Lagarosiphon major         | Mare et cours d’eau                                 | Arrachage, curage et séchage temporaire des mares                                |
| Jussies                      |                            | Cours d’eau                                         | Arrachage                                                                        |
| Myriophylle du Brésil        | Myriophyllum aquaticum     | Mares et étangs                                     | Arrachage, écumage                                                               |
| Phytolaque d’Amérique        | Phytolacca americana       | Zone sèche, terril                                  | Arrachage, fauche                                                                |
| Cerisier tardif              | Prunus serotina            | Forêt stable                                        | Cerclage, arrachage                                                              |
| Sumac de Virginie            | Rhus typhina               | Bord de route et friche urbaine                     | Arrachage et dessouchage                                                         |
| Robinier faux-acacia         | Robinia pseudoacacia       | Terril, friches                                     | Arrachage, cerclage                                                              |
| Rosier rugueux               | Rosa rugosa                | Littoral                                            | Arrachage                                                                        |
| Solidages américains         |                            | Marais                                              | Fauche, géotextile, plantation de ligneux                                        |
| Spartine anglaise            | Spartina anglica           | Estuaire                                            | Arrachage                                                                        |
| Séneçon du Cap               | Senecio inéquidens         | Divers                                              | Arrachage                                                                        |
| Aster à feuilles lancéolées  | Symphyotrichum lanceolatum | Présent sur 10 localités dans le Nord-Pas-de-Calais | Fauche, pose de géotextile sur les zones envahies                                |

## Réglementation
L’article L.411-3 du code de l'environnement interdit l’introduction et la commercialisation d’espèces végétales et animales non indigène.
Le décret d’application du 4 janvier 2007 prévoit la préparation d'un arrêté ministériel fixant les espèces soumises à l’article L 411-3.
Lors du Grenelle de l’environnement, un chapitre est entièrement consacré à la protection de la biodiversité. Ainsi dans le cadre de la stratégie nationale pour la biodiversité, l’article 23 du Grenelle de l’environnement prévoit : 
- la mise en place de plan de lutte contre les espèces invasives,
- la création d’un réseau de surveillance pour détecter rapidement les plantes invasives,
- le renforcement des préventions.